# Records du monde de natation messieurs
Cet article présente les records du monde de natation messieurs actuellement en vigueur, en bassin de 50 mètres, en bassin de 25 mètres et en bassin de 25 yards.
Légende commune aux tableaux : le symbole * signifie que le record n'est pas encore homologué par la Fédération internationale de natation ; (f) signifie « finale », (d) signifie « demi-finale », (s) signifie « série » et (fr) signifie « finale de relais ».

## Bassin de 50 mètres

### Table des records
(Mis à jour le 30 juillet 2025).
| Discipline        | Temps          | Athlète | Nationalité | Naissance           | Âge      | Compétition               | Lieu      | Date             | Ref    |
| ----------------- | -------------- | --- | ----------- | ------------------- | -------- | ------------------------- | --------- | ---------------- | ------ |
| Nage libre        |                | |             |                     |          |                           |           |                  |        |
| 50 m              | 20 s 91        | César Cielo | Brésil      | 1987                | 22       | Championnats du Brésil    | São Paulo | 18 décembre 2009 |        |
| 100 m             | 46 s 40        | Pan Zhanle | Chine       | 2004                | 19       | Jeux olympiques (f)       | Paris     | 31 juillet 2024  |        |
| 200 m             | 1 min 42 s 00  | Paul Biedermann | Allemagne   | 1986                | 22       | Championnats du monde (f) | Rome      | 28 juillet 2009  |        |
| 400 m             | 3 min 39 s 96  | Lukas Märtens | Allemagne   | 2001                | 23       | Open de Stockholm         | Stockholm | 12 avril 2025    |        |
| 800 m             | 7 min 32 s 12  | Lin Zhang | Chine       | 1987                | 22       | Championnats du monde (f) | Rome      | 29 juillet 2009  | [ 3 ]  |
| 1 500 m           | 14 min 30 s 67 | Robert Finke | États-Unis  | 1999                | 24       | Jeux olympiques (f)       | Paris     | 4 août 2024      |        |
| Dos               |                | |             |                     |          |                           |           |                  |        |
| 50 m              | 23 s 55        | Kliment Kolesnikov | Russie      | 2000                | 23       | Coupe de Russie           | Kazan     | 27 juillet 2023  | [ 5 ]  |
| 100 m             | 51 s 60        | Thomas Ceccon | Italie      | 2001                | 21       | Championnats du monde (f) | Budapest  | 20 juin 2022     |        |
| 200 m             | 1 min 51 s 92  | Aaron Peirsol | États-Unis  | 1983                | 26       | Championnats du monde (f) | Rome      | 31 juillet 2009  |        |
| Brasse            |                | |             |                     |          |                           |           |                  |        |
| 50 m              | 25 s 95        | Adam Peaty | Royaume-Uni | 1994                | 22       | Championnats du monde (d) | Budapest  | 25 juillet 2017  |        |
| 100 m             | 56 s 88        | Adam Peaty | Royaume-Uni | 1994                | 24       | Championnats du monde (d) | Gwangju   | 21 juillet 2019  |        |
| 200 m             | 2 min 05 s 48  | Qin Haiyang | Chine       | 1999                | 24       | Championnats du monde (f) | Fukuoka   | 28 juillet 2023  |        |
| Papillon          |                | |             |                     |          |                           |           |                  |        |
| 50 m              | 22 s 27        | Andriy Govorov | Ukraine     | 1992                | 26       | Trophée Settecolli        | Rome      | 1er juillet 2018 |        |
| 100 m             | 49 s 45        | Caeleb Dressel | États-Unis  | 1996                | 24       | Jeux olympiques (f)       | Tokyo     | 31 juillet 2021  |        |
| 200 m             | 1 min 50 s 34  | Kristóf Milák | Hongrie     | 2000                | 22       | Championnats du monde (f) | Budapest  | 21 juin 2022     |        |
| 4 nages           |                | |             |                     |          |                           |           |                  |        |
| 200 m             | 1 min 52 s 69  | Léon Marchand | France      | 2002                | 23       | Championnats du monde (d) | Singapour | 30 juillet 2025  | [ 14 ] |
| 400 m             | 4 min 02 s 50  | Léon Marchand | France      | 2002                | 21       | Championnats du monde (f) | Fukuoka   | 23 juillet 2023  |        |
| Relais nage libre |                | |             |                     |          |                           |           |                  |        |
| 4 × 100 m         | 3 min 08 s 24  | Michael Phelps (47 s 51) Garrett Weber-Gale (47 s 02) Cullen Jones (47 s 65) Jason Lezak (46 s 06)                    | États-Unis  | 1985 1984 1975      | 23 24 33 | Jeux olympiques (f)       | Pékin     | 11 août 2008     |        |
| 4 × 200 m         | 6 min 58 s 55  | Michael Phelps (1 min 44 s 49) Ricky Berens (1 min 44 s 13) David Walters (1 min 45 s 47) Ryan Lochte (1 min 44 s 46) | États-Unis  | 1985 1988 1987 1984 | 24 21 24 | Championnats du monde (f) | Rome      | 31 juillet 2009  | [ 15 ] |
| Relais 4 nages    |                | |             |                     |          |                           |           |                  |        |
| 4 × 100 m         | 3 min 26 s 78  | Ryan Murphy (52 s 31) Michael Andrew (48s 49) Caeleb Dressel (49 s 03) Zach Apple (46 s 95)                           | États-Unis  | 1995 1999 1996 1997 | 26 22 24 | Jeux olympiques (f)       | Tokyo     | 1er août 2021    | [ 16 ] |

## Relais mixtes bassin de 50 mètres
Mise à jour le 3 août 2025.
| Discipline    | Temps         | Athlètes                                                                                    | Nationalité | Naissance           | Âge         | Compétition              | Lieu      | Date        | Ref |
| ------------- | ------------- | ------------------------------------------------------------------------------------------- | ----------- | ------------------- | ----------- | ------------------------ | --------- | ----------- | --- |
| Relais mixtes |               |                                                                                             |             |                     |             |                          |           |             |     |
| 4 × 100 m NL  | 3 min 18 s 48 | Jack Alexy (46 s 91) Patrick Sammon (46 s 70) Kate Douglass (52 s 43) Torri Huske (52 s 44) | États-Unis  | 2003 2001 2002      | 22 21 23 22 | Championnat du monde (f) | Singapour | 2 août 2025 |     |
| 4 × 100 m 4N  | 3 min 37 s 43 | Ryan Murphy (52 s 08) Nic Fink (58 s 29) Gretchen Walsh (55 s 18) Torri Huske (51 s 88)     | États-Unis  | 1995 1993 2003 2002 | 29 31 21    | Jeux olympiques (f)      | Paris     | 3 août 2024 |     |

## Bassin de25 mètres

### Table des records
(Mise à jour le 15 décembre 2024).
| Discipline        | Temps          | Athlète | Nationalité  | Naissance           | Âge         | Compétition                       | Lieu      | Date              | Ref    |
| ----------------- | -------------- | --- | ------------ | ------------------- | ----------- | --------------------------------- | --------- | ----------------- | ------ |
| Nage libre        |                | |              |                     |             |                                   |           |                   |        |
| 50 m              | 19 s 90        | Jordan Crooks | Îles Caïmans | 2002                | 22          | Championnats du monde (d)         | Budapest  | 14 décembre 2024  | [ 17 ] |
| 100 m             | 44 s 84        | Kyle Chalmers | Australie    | 1998                | 23          | Coupe du monde (f)                | Kazan     | 29 octobre 2021   | ,      |
| 200 m             | 1 min 38 s 61  | Luke Hobson | États-Unis   | 2003                | 21          | Championnats du monde (f)         | Budapest  | 15 décembre 2024  |        |
| 400 m             | 3 min 32 s 25  | Yannick Agnel | France       | 1992                | 20          | Championnats de France (f)        | Angers    | 15 novembre 2012  | ,      |
| 800 m             | 7 min 20 s 45  | Daniel Wiffen | Irlande      | 2001                | 22          | Championnats d'Europe             | Otopeni   | 10 décembre 2023  |        |
| 1 500 m           | 14 min 6 s 88  | Florian Wellbrock                                                                                                   | Allemagne    | 1997                | 24          | Championnats du monde (f)         | Abu Dhabi | 21 décembre 2021  | [ 23 ] |
| Dos               |                | |              |                     |             |                                   |           |                   |        |
| 50 m              | 22 s 11        | Kliment Kolesnikov                                                                                                  | Russie       | 2000                | 22          | Championnats de Russie (f)        | Kazan     | 23 novembre 2022  | [ 24 ] |
| 100 m             | 48 s 33        | Coleman Stewart (en)                                                                                                | États-Unis   | 1998                | 23          | International Swimming League     | Naples    | 29 août 2021      |        |
| 200 m             | 1 min 45 s 63  | Mitchell Larkin | Australie    | 1993                | 22          | Hancock Prospecting Australia     | Sydney    | 27 novembre 2015  | ,      |
| Brasse            |                | |              |                     |             |                                   |           |                   |        |
| 50 m              | 24 s 95        | Emre Sakçı (en) | Turquie      | 1997                | 24          | Championnats de Turquie (f)       | Gaziantep | 27 décembre 2021  | [ 26 ] |
| 100 m             | 55 s 28        | Ilya Shymanovich | Biélorussie  | 1994                | 27          | International Swimming League     | Eindhoven | 26 novembre 2021  | [ 27 ] |
| 200 m             | 2 min 00 s 16  | Kirill Prigoda | Russie       | 1995                | 22          | Championnats du monde (f)         | Hangzhou  | 13 décembre 2018  |        |
| Papillon          |                | |              |                     |             |                                   |           |                   |        |
| 50 m              | 21 s 32        | Noè Ponti | Suisse       | 2001                | 23          | Championnats du monde (f)         | Budapest  | 11 décembre 2024  |        |
| 100 m             | 47 s 71        | Noè Ponti | Suisse       | 2001                | 23          | Championnats du monde (f)         | Budapest  | 14 décembre 2024  |        |
| 200 m             | 1 min 46 s 85  | Tomoru Honda | Japon        | 2001                | 20          | Championnats du Japon (f)         | Tokyo     | 22 octobre 2022   |        |
| 4 nages           |                | |              |                     |             |                                   |           |                   |        |
| 100 m             | 49 s 28        | Caeleb Dressel | États-Unis   | 1996                | 24          | International Swimming League     | Budapest  | 22 novembre 2020  |        |
| 200 m             | 1 min 48 s 88  | Léon Marchand | France       | 2002                | 22          | Coupe du monde (f)                | Singapour | 1er novembre 2024 | ,      |
| 400 m             | 3 min 54 s 81  | Daiya Seto | Japon        | 1994                | 25          | International Swimming League (f) | Las Vegas | 20 décembre 2019  |        |
| Relais nage libre |                | |              |                     |             |                                   |           |                   |        |
| 4 × 50 m          | 1 min 20 s 77  | Alain Bernard (20 s 64) Fabien Gilot (20 s 33) Amaury Leveaux (19.93) Frédérick Bousquet (19 s 87)                  | France       | 1983 1984 1985 1981 | 25 24 23 27 | Championnats d'Europe (f)         | Rijeka    | 14 décembre 2008  | [ 29 ] |
| 4 × 50 m          | 1 min 21 s 80  | Caeleb Dressel (20 s 43) Ryan Held (20 s 25) Jack Conger (20 s 59) Michael Chadwick (20 s 53)                       | États-Unis   | 1996 1995 1994 1995 | 22 23 24 23 | Championnats du monde (p)         | Hangzhou  | 14 décembre 2018  | [ 30 ] |
| 4 × 100 m         | 03 min 01 s 66 | Jack Alexy (45 s 05) Luke Hobson (45 s 18) Kieran Smith (46 s 01) Chris Guiliano (45 s 42)                          | États-Unis   | 2003 2000 2003      | 21 24 21    | Championnats du monde (f)         | Budapest  | 10 décembre 2024  |        |
| 4 × 200 m         | 6 min 40 s 51  | Luke Hobson (1 min 38 s 91) Carson Foster (1 min 40 s 77) Shaine Casas (1 min 40 s 34) Kieran Smith (1 min 40 s 49) | États-Unis   | 2003 2001 1999 2000 | 21 23 25 24 | Championnats du monde (f)         | Budapest  | 13 décembre 2024  |        |
| Relais 4 nages    |                | |              |                     |             |                                   |           |                   |        |
| 4 × 50 m          | 01 min 29 s 72 | Lorenzo Mora (en) (22 s 65) Nicolò Martinenghi (24 s 95) Matteo Rivolta (21 s 60) Leonardo Deplano (en) (20 s 52)   | Italie       | 1998 1999 1991 1999 | 24 23 31 23 | Championnats du monde (f)         | Melbourne | 17 décembre 2022  | [ 33 ] |
| 4 × 100 m         | 3 min 18 s 68  | Miron Lifintsev (49 s 31) Kirill Prigoda (55 s 15) Andreï Minakov (48 s 80) Egor Kornev (45 s 42)                   | Russie       | 2006 1995 2002 2004 | 18 28 22 20 | Championnats du monde (f)         | Budapest  | 15 décembre 2024  |        |

## Relais mixtes bassin de 25 mètres
Mise à jour le 22 décembre 2022.
| Discipline    | Temps          | Athlètes                                                                                                   | Nationalité | Naissance           | Âge         | Compétition               | Lieu      | Date             | Ref    |
| ------------- | -------------- | --- | ----------- | ------------------- | ----------- | ------------------------- | --------- | ---------------- | ------ |
| Relais mixtes |                | |             |                     |             |                           |           |                  |        |
| 4 × 50 m NL   | 01 min 27 s 33 | Maxime Grousset (20 s 92) Florent Manaudou (20 s 26) Béryl Gastaldello (23 s 00) Mélanie Henique (23 s 15) | France      | 1999 1990 1995 1992 | 23 32 27 30 | Championnats du monde (f) | Melbourne | 16 décembre 2022 | [ 34 ] |
| 4 × 50 4N     | 01 min 35 s 15 | Ryan Murphy (22 s 37) Nic Fink (24 s 96) Kate Douglass (24 s 09) Torri Huske (23 s 73)                     | États-Unis  | 1995 1993 2001 2002 | 27 29 21 20 | Championnats du monde (f) | Melbourne | 14 décembre 2022 | [ 35 ] |

## Bassin de 25 yards
25 yards équivalent à 22m86.

### Table des records
| Discipline        | Temps          | Athlète | Nationalité                                                           | Âge lors du record          | Compétition                                 | Lieu         | Date            |
| ----------------- | -------------- | --- | --------------------------------------------------------------------- | --------------------------- | ------------------------------------------- | ------------ | --------------- |
| Nage libre        |                | |                                                                       |                             |                                             |              |                 |
| 50 yd             | 17 s 63        | Caeleb Dressel | États-Unis                                                            | 21 ans                      | Championnats NCAA                           | Minneapolis  | 22 mars 2018    |
| 100 yd            | 39 s 83        | Jordan Crooks | Îles Caïmans                                                          | 22 ans                      | Championnats NCAA                           | Federal Way  | 29 mars 2025    |
| 200 yd            | 1 min 28 s 33  | Luke Hobson | États-Unis                                                            | 20 ans                      | Championnats NCAA                           | Federal Way  | 28 mars 2022    |
| 500 yd            | 4 min 02 s 31  | Léon Marchand | France                                                                | 21 ans                      | Championnats NCAA                           | Indianapolis | 28 mars 2024    |
| 1000 yd           | 8 min 33 s 93  | Clark Smith | États-Unis                                                            | 20 ans                      | Texas Swimming & Diving Hall of Fame Invite | Austin       | 6 décembre 2015 |
| 1650 yd           | 14 min 12 s 08 | Robert Christian Finke                                                                                              | États-Unis                                                            | 20 ans                      | SEC Championship & Diving Championship      | Auburn       | 22 février 2020 |
| Dos               |                | |                                                                       |                             |                                             |              |                 |
| 100 yd            | 43 s 20        | Hubert Kós | Hongrie                                                               | 22 ans                      | Championnats NCAA                           | Federal Way  | 28 mars 2025    |
| 200 yd            | 1 min 34 s 21  | Hubert Kós | Hongrie                                                               | 22 ans                      | Championnats NCAA                           | Federal Way  | 29 mars 2025    |
| Brasse            |                | |                                                                       |                             |                                             |              |                 |
| 100 yd            | 49 s 51        | Julian Smith | États-Unis                                                            | NC                          | Championnats SEC                            | Athens       | 21 février 2025 |
| 200 yd            | 1 min 46 s 35  | Léon Marchand | France                                                                | 21 ans                      | Championnats NCAA                           | Indianapolis | 30 mars 2024    |
| Papillon          |                | |                                                                       |                             |                                             |              |                 |
| 100 yd            | 42 s 80        | Caeleb Dressel | États-Unis                                                            | 21 ans                      | Championnats NCAA                           | Minneapolis  | 23 mars 2018    |
| 200 yd            | 1 min 36 s 43  | Luca Urlando | États-Unis                                                            | 23 ans                      | Championnats NCAA                           | Federal Way  | 29 mars 2025    |
| 4 nages           |                | |                                                                       |                             |                                             |              |                 |
| 200 yd            | 1 min 36 s 34  | Léon Marchand | France                                                                | 20 ans                      | Championnats NCAA                           | Minneapolis  | 23 mars 2023    |
| 400 yd            | 3 min 28 s 82  | Léon Marchand | France                                                                | 20 ans                      | Championnats NCAA                           | Minneapolis  | 24 mars 2023    |
| Relais nage libre |                | |                                                                       |                             |                                             |              |                 |
| 4 × 50 yd         | 1 min 12 s 80  | Jordan Crooks (18 s 22) Guilherme Caribé (18 s 04) Lamar Taylor (18 s 25) Nikoli Blackman (18 s 55)                 | Université du Tennessee Îles Caïmans Brésil Bahamas Trinité-et-Tobago | -22 ans -22 ans -21 ans -NC | Championnats SEC                            | Athens       | 19 février 2025 |
| 4 × 100 yd        | 2 min 42 s 30  | Guilherme Caribé (40 s 57) Lamar Taylor (41 s 02) Nikoli Blackman (41 s 35) Jordan Crooks (39 s 36)                 | Université du Tennessee Brésil Bahamas Trinité-et-Tobago Îles Caïmans | -22 ans -21 ans -NC -22 ans | Championnats NCAA                           | Federal Way  | 29 mars 2025    |
| 4 × 200 yd        | 5 min 59 s 75  | Jack Alexy (1 min 30 s 02) Gabriel Jett (1 min 29 s 16) Destin Lasco (1 min 29 s 10) Lucas Henveaux (1 min 31 s 47) | Université de Californie États-Unis Belgique                          | -22 ans -NC -24 ans         | Championnats NCAA                           | Federal Way  | 26 mars 2025    |
| Relais 4 nages    |                | |                                                                       |                             |                                             |              |                 |
| 4 × 50 yd         | 1 min 20 s 15  | Adam Chaney (20 s 29) Julian Smith(22 s 55) Josh Liendo (18 s 97) Macguire McDuff (18 s 34)                         | Université de Floride États-Unis Canada États-Unis                    | -NC -NC -21 ans -NC         | Championnats NCAA                           | Indianapolis | 27 mars 2024    |
| 4 × 100 yd        | 2 min 55 s 66  | Jonathon Marshall (43 s 91) Julian Smith (48 s 95) Josh Liendo (42 s 12) Alex Painter (40 s 68)                     | Université de Floride Royaume-Uni États-Unis Canada Royaume-Uni       | -20 ans - NC -22 ans -NC    | Championnats SEC                            | Athens       | 21 février 2025 |

## Nombre de records détenus par un nageur (hors bassin de 25 yards)
Mis à jour le 12 mai 2025.
- 3 - Caeleb Dressel  (bassin de 50 m : 100 m papillon, relais masculin 4x100 m 4 nages / bassin de 25 m : 100 m 4 nages)
- 3 - Luke Hobson  (bassin de 25 m : 200 m nage libre, relais masculin 4x100 m nage libre, relais masculin 4x200 nage libre)
- 3 - Ryan Murphy  (bassin de 50 m : relais masculin 4x100 m 4 nages, relais mixte 4x100m 4 nages / bassin de 25 m : relais mixte 4x50 m 4 nages)
- 3 - Léon Marchand  (bassin de 50 m : 400 m 4 nages, 200m 4 nages / bassin de 25 m : 200 m 4 nages)
- 2 - Michael Phelps  (bassin de 50 m : relais masculin 4×100 m nage libre, relais masculin 4×200 m nage libre)
- 2 - Kieran Smith  (bassin de 25 m : relais masculin 4x100 m nage libre, relais masculin 4x200 m nage libre)
- 2 - Adam Peaty  (bassin de 50 m : 50 m brasse, 100 m brasse)
- 2 - Kliment Kolesnikov  (bassin de 50 m : 50 m dos / bassin de 25 m : 50 m dos)
- 2 - Kirill Prigoda  (bassin de 25 m : 200 m brasse, relais masculin 4x100 m 4 nages)
- 2 - Noè Ponti  (bassin de 25 m : 50 m papillon, 100 m papillon)

## Emploi de combinaisons
De 1996 à 2010, date de leur interdiction par la FINA, des nageurs revêtus de combinaisons ont établi certains records, compromettant ainsi la validité de certaines de ces performances.